# Scapania boliviensis
Scapania boliviensis là một loài rêu trong họ Scapaniaceae. Loài này được Steph. mô tả khoa học đầu tiên năm 1916.